# The Legend of Zelda: Twilight Princess
The Legend of Zelda: Twilight Princess (ゼルダの伝説 トワイライトプリンセス?, Zeruda no Densetsu: Towairaito Purinsesu) è un videogioco action-adventure del 2006, sviluppato e pubblicato da Nintendo per GameCube e Wii.
L'uscita del gioco era inizialmente prevista per il novembre del 2005, tuttavia è stata successivamente posticipata per permettere ai programmatori di aggiungere più contenuti e rifinire il prodotto. Le versioni per Wii sono state pubblicate in contemporanea con il lancio sul mercato della console (il 19 novembre 2006 in Nord America, il 2 dicembre 2006 in Giappone, il 6 dicembre 2006 in Europa ed il 7 dicembre 2006 in Australia), rendendo così Twilight Princess il primo capitolo della serie The Legend of Zelda ad essere in vendita fin dal lancio di una console Nintendo. La versione per GameCube è stata pubblicata il 2 dicembre 2006 in Giappone, il 12 dicembre 2006 in Nord America e Australia ed il 15 dicembre 2006 in Europa.
Il 4 marzo 2016 è stato pubblicato una Remastered del gioco in HD per Wii U.
La versione fra le tre di maggior successo è quella per il Wii con circa 7,28 milioni di pezzi venduti, seguita dalla versione per GameCube con 1,59 milioni e quella per Wii U con 0,88 milioni.

## Trama
Link, un giovane ragazzo del villaggio Tauro, piccolo e pacifico villaggetto che si trova nelle terre di Ratane, una parte delle grandi lande di Hyrule, viene incaricato da un suo caro amico e dal capovillaggio di partire per un lungo viaggio in direzione del Castello di Hyrule, capitale del regno, e portare in dono una spada, forgiata per la Principessa Zelda e i Nobili.
Due giorni prima della partenza di Link un gruppo di scimmie continua a spaventare e derubare il suo villaggio e proprio il giorno della partenza, Link affronta con una spada di legno alcune creature che sembrano essersi insediate inspiegabilmente nel Grande Albero della Foresta di Firone (chiaro richiamo al Deku Tree di Ocarina of Time; molti fan suppongono infatti che la foresta di Firone sia l'ex-foresta Kokiri) e che hanno intrappolato uno degli amici di Link, Furio, ed una scimmia che aiuterà Link successivamente.
Dopo molte peripezie, arriva il giorno della partenza, ma Iria, amica d'infanzia di Link e figlia del capovillaggio, nota che Epona, il cavallo del giovane, è ferita ad una zampa e sgrida Link per averle fatto passare troppi pericoli e decide di portarla alla Sorgente di Ratane per guarirla impedendo a Link di partire per il castello di Hyrule.
Link, disarmato e preoccupato di non essere perdonato da Iria per Epona, arriva alla Sorgente passando per un cunicolo nascosto e quando sta per scusarsi con la ragazza, arrivano dei mostri in groppa a dei cinghiali che stordiscono Link e rapiscono Iria e Colin, un ragazzino del villaggio.
Link, ripresosi dal colpo che gli è stato inflitto, comincia a camminare e si ritrova dinanzi ad un portale che lo risucchia, facendolo entrare in un mondo chiamato Crepuscolo ma facendogli assumere le sembianze di un lupo nero. Link, stordito, si risveglia in una prigione e si rende conto di cosa è diventato. Dopo tutto ciò, incontra Midna che decide di aiutare Link e dice che l'unico modo per tornare normale è uscire dal Crepuscolo. Percorrono tutta la prigione dove Midna lo aiuta a scoprire le sue abilità quando è Lupo e incontra la Principessa Zelda, che è stata maledetta da Zant, il Re del Crepuscolo.
Per poter sconfiggere Zant, i due devono cercare i tre Cristalli Oscuri, nei quali è racchiuso l'antico potere per il quale furono relegati nel crepuscolo gli antenati di Midna. Allo stesso tempo Link deve aiutare gli spiriti della luce che Zant ha intrappolato nel Reame del Crepuscolo; Ratane, Firone, Oldin e Ranel, per farlo deve impossessarsi degli insetti della luce ognuno dei quali porta con sé una parte degli spiriti originari. Link libera per primo Ratane, eliminando i Twili, i mostri che abitano il Crepuscolo, ingigantiti da Zant. Lasciato il villaggio libera Firone, e si accorge di essere tornato normale, ma con un vestito diverso: il vestito dell'Eroe Prescelto dalle Dee. Allo stesso tempo scopre anche che quando entra nelle zone del crepuscolo assumerà sempre la forma di lupo.
Il primo cristallo si trova nella selvaggia foresta di Firone accanto al villaggio Tauro, custodito all'interno del Grande Albero. Arrivato nel cuore dell'albero, Link trova un grande lago pieno di liquame rosso. Viene qui spiegata la causa delle creature che hanno infestato il villaggio: l'albero è divenuto la dimora di un terribile parassita, Nefentyax. Questi, dopo uno scontro, viene comunque distrutto.
Link raggiunge poi le terre di Oldin e libera lo spirito, che rivela dove si trova il secondo cristallo: è situato nel Monte Morte. Per accedervi, Link chiede l'aiuto di Renaldo, il pastore del villaggio, che rivela che gli unici che possono aiutarlo sono i Goron, i quali stranamente non fanno passare nessuno nella zona del monte. Link decide di tornare al suo villaggio: il capovillaggio ha infatti degli stivali di ferro che lo faranno rimanere saldato a terra durante le spinte dei Goron. Grazie ad essi riesce quindi a penetrare all'interno del monte e il grande capo dà quindi una spiegazione al loro comportamento: il loro patriarca, infatti, era stato colpito dalle scorie del secondo cristallo oscuro e si era trasformato in un enorme mostro. Raggiunto alla fine il centro del vulcano, Link sconfigge il mostro e libera il patriarca.
Raggiunge, infine, le immense terre di Ranel, sconfiggendo altri insetti (compreso il Twili Bloat, capo delle schiere degli insetti del Crepuscolo). Dopo aver riempito il goccioliere di luce dello spirito Ranel, a Link viene mostrata, in un vivido sogno, la storia del Regno di Hyrule: secondo questa leggenda il mondo è sempre esistito in una forma caotica, ed è rimasto in questo stato finché le tre divinità principali, Nayru, Farore e Din, decisero di ordinarlo; dopo la creazione degli esseri umani, le dee crearono la Triforza e i quattro Spiriti della Luce: ci fu un periodo di pace e prosperità, che durò incontrastato sino all'arrivo di un popolo di maghi dotati di grandi poteri, i Twili; alcuni di questi riuscirono a sottomettere il mondo al loro volere trasformandolo in un regno oscuro; le divinità intervennero per ripristinare l'ordine e inviarono i sei saggi, sigillando il popolo di maghi nel Reame del Crepuscolo; la chiave del potere, dunque, è rinchiusa proprio in quel Reame, e ciclicamente nella storia dell'umanità un individuo malvagio, di nome Ganondorf, cercò di impossessarsene. C'era riuscito, ma alla fine venne sconfitto dai Sei Saggi. Midna spiega quindi cos'è il Crepuscolo: un mondo pieno di mostri dove la luce non può filtrare. Lei era invece la regina votata dal popolo, ma, prima dell'elezione, era stata scacciata dal suo Reame del Crepuscolo da Zant, che la trasformò nella creaturina che è adesso.
Il terzo cristallo è conservato in un santuario situato al fondo del lago Hylia: in questo caso, Link prima scioglie i ghiacci che si sono formati alla sorgente del lago, per farne fuoriuscire di nuovo il flusso d'acqua, poi chiede aiuto agli Zora, che vivono nelle zone umide accanto al fiume Hylia, e parlando con lo spirito della Regina, comprende che deve trovare e salvare il piccolo principe degli Zora. Scopre poi che in una locanda del borgo di Hyrule riposa Iria, in compagnia del principino. Decide quindi di aiutarla a portarlo nelle terre di Oldin, per il fatto che il ragazzo è malato: riesce quindi nell'intento, ottenendo la tunica Zora grazie alla quale, potendo respirare sott'acqua, raggiunge il dungeon sommerso, dove si cela un mostro marino, che viene sconfitto.
Dopo aver ottenuto l'ultimo cristallo, Link e Midna raggiungono il covo di Ranel, dove si cela Zant, che attacca Midna, esponendola direttamente alla luce di Ranel, e Link, trasformandolo di nuovo in lupo.
Sul punto di ucciderli, viene però fermato dal quarto Spirito della Luce (Ranel, appunto) che li teletrasporta al borgo di Hyrule. Quindi, Midna, in fin di vita, implora Link di portarla da Zelda, giacché ella possa aiutarli. Sfortunatamente le condizioni della creatura delle tenebre non lasciano altra scelta alla principessa che unire i loro spiriti, dimodoché potessero muoversi attraverso luce e ombra. Infine, Zelda consiglia a Link di dirigersi alla Foresta Sacra, situata nelle profondità della foresta di Firone. Arrivatoci, Link reclama quindi la Spada Suprema, unico oggetto in grado di esorcizzare il Male.
Dopo aver preso la spada, Midna consiglia al giovane di cercare lo Specchio oscuro, un oggetto magico che venne usato anticamente dalle tre dee per imprigionare i Twili e dai Sei Saggi come portale per rinchiudere il Re del Male Ganondorf nel Crepuscolo. La scelta era dovuta al fatto che il potere di Ganondorf, riveniente dalla Triforza del Potere, era stato così forte da uccidere uno dei saggi. Link e Midna raggiungono il deserto Gerudo e, intrufolatisi nel "Patibolo del Deserto", stanno per raggiungere i Saggi, ma Zant risveglia un fossile gigantesco, Stallord, che viene distrutto. Si scoprirà in seguito che lo specchio è stato diviso in quattro parti dal re del Crepuscolo, e che è stato scaraventato in quattro zone di Hyrule. Uno si trova invece nel Patibolo e viene subito scoperto da Midna.
Per ricomporre i frammenti dello specchio Link si reca al Borgo, dove conosce quattro forestieri intenti alla ricerca degli stessi oggetti, tra loro c'è anche il caro amico di Link del villaggio di Tauro, che deciso ad aiutare Hyrule si unisce a loro.
Il secondo frammento si trova in una villa sofisticata alla sommità del Ghiacciaio; per giungervi, Link segue le orme di un mostro delle nevi, che poi si scoprirà essere il padrone della villa. Prende possesso del pezzo sconfiggendo una grande Signora Yeti, Blizzetta (che era stata corrotta dal potere dello specchio).
Il terzo frammento si trova nell'antica Foresta Sacra, custodito all'interno del Santuario del Tempo in cui, secoli prima, l'Eroe del Tempo prese la Spada Suprema per sconfiggere Ganon. Prima di trovare il quarto frammento, Link si reca in un villaggio dimenticato, dove prima vivevano i Guardiani Reali di Hyrule, in questo posto salva una vecchietta, unica discendente dei guardiani, che gli dona la prima parte di un antico Libro, il quale contiene le indicazioni per arrivare alla città dei cieli, dove è custodito l'ultimo frammento di specchio. Facendosi aiutare da uno dei quattro forestieri conosciuti nel Borgo, Link scopre che nell'Antico Libro è scritto l'incantesimo per spezzare il sigillo della statua del tempio del Villaggio Calbarico, dietro la quale vi è lo strumento con cui è possibile arrivare nei cieli; dopo aver trovato i pezzi dell'Antico Libro sparsi per Hyrule, Link effettua l'incantesimo spezzando la statua, trova un cannone che, una volta riparato, gli permette di catapultarsi fino al firmamento.
Proprio nei cieli Link incontra gli Eterei, una razza ancora più vicina degli Hylia alle divinità. Scopre allora che il pezzo di specchio è stato preso da un dragone enorme, che viene ucciso da Link.
Dopo aver ricostituito lo specchio, Link e Midna giungono nel Crepuscolo fini alla dimora di Zant e, dopo averlo sconfitto, scoprono che in realtà egli non era altro che un complice del redivivo Ganondorf, impossessatosi del castello di Hyrule e deciso a conquistare il mondo. Midna riesce tuttavia ad uccidere Zant definitivamente (tuttavia Zant, grazie ai suoi grandi poteri, riesce a sopravvivere). Tornati a Hyrule, Link si reca al castello, intanto divenuto sede di Ganondorf, e scopre che la principessa Zelda è ancora in balia del malvagio nemico. Dopo aver liberato Zelda e aver sconfitto Ganon in forma di bestia, Midna tenta di sigillare nuovamente il nemico, ma viene sconfitta. Così Link e Zelda si ritrovano insieme sulla piana di Hyrule, intenti ad affrontare Ganondorf in uno scontro a cavallo; mentre Zelda tenta di colpire Ganondorf con le frecce di luce, Link lo ferisce con la spada. Quando sembra che Ganondorf sia stato definitivamente sconfitto, Link viene sbalzato dalla sella e costretto a fronteggiare il suo avversario faccia a faccia in un duello all'ultimo sangue.
Alla fine Link uccide Ganondorf, il quale promette di ritornare ancora.
Grazie all'aiuto degli spiriti della luce, la Principessa del Crepuscolo si rivela nel suo vero aspetto, ritorna nel suo regno e distrugge per sempre lo Specchio oscuro, così che nessuno potrà più entrare in quel regno.

## Modalità di gioco
The Legend of Zelda: Twilight Princess è un gioco di azione e avventura incentrato sul combattimento, l'esplorazione e la risoluzione di enigmi. Utilizza lo schema di controllo di base introdotto in Ocarina of Time, inclusi pulsanti azioni sensibili al contesto e un sistema di puntamento L-targeting (Z-targeting sulla Wii), che consente al giocatore di mantenere la visuale di Link concentrata su un nemico o un oggetto durante il movimento e l'attacco. Link può camminare, correre e attaccare e salta automaticamente quando scappa o raggiunge una sporgenza.Ha a disposizione una spada e uno scudo in combattimento, a cui si aggiungono armi e oggetti secondari, tra cui arco e frecce, un boomerang e bombe. Se il bersaglio è stato agganciato mediante il sistema di puntamento, le armi a distanza possono essere lanciate contro un bersaglio senza la necessità di mirare manualmente.
La meccanica dei pulsanti sensibile al contesto consente a un pulsante di svolgere una varietà di funzioni, come parlare, tirare e spingere, aprire porte e lanciare oggetti. Il display su schermo mostra quale azione, se presente, attiverà il pulsante, a seconda della situazione in cui ci si trova. Ad esempio, se Link tiene in mano una roccia, il pulsante sensibile al contesto farà sì che Link lanci la roccia se si sta muovendo o ha preso di mira un bersaglio, oppure posiziona la roccia a terra se è fermo.
Le versioni per GameCube e Wii presentano diverse piccole differenze nei controlli. La versione Wii del gioco utilizza i sensori di movimento e l'altoparlante integrato del telecomando Wii. L'altoparlante emette il suono di una corda quando scocca una freccia, la risata di Midna quando dà consigli a Link e il "carillon" del marchio della serie quando scopre segreti. Il giocatore controlla la spada di Link facendo oscillare il telecomando Wii. Altri attacchi vengono attivati utilizzando gesti simili con il Nunchuk. Unica nella versione per GameCube è la possibilità per il giocatore di controllare la telecamera liberamente; tuttavia, nella versione per GameCube, solo due delle armi secondarie di Link possono essere equipaggiate contemporaneamente, mentre nella versione Wii il limite è quattro.
Il gioco presenta nove dungeon: aree ampie e chiuse in cui Link combatte i nemici, raccoglie oggetti e risolve enigmi. Al termine di ciascun dungeon è necessario affrontare un boss per ottenere un oggetto o avanzare nella trama. I dungeon sono collegati da un grande mondo aperto, attraverso il quale Link può viaggiare a piedi, sul suo cavallo, o teletrasportandosi con l'aiuto di Midna.
L'intelligenza artificiale (AI) dei nemici in Twilight Princess è più avanzata di quella di The Wind Waker. I nemici reagiscono ai compagni sconfitti e alle frecce o ai proiettili della fionda che passano e possono rilevare Link da una distanza maggiore di quanto fosse possibile nei giochi precedenti.

## Sviluppo
Nel 2003 Nintendo annunciò che un nuovo gioco per GameCube di The Legend of Zelda era in lavorazione a opera dello stesso team che aveva realizzato The Wind Waker. Alla Game Developers Conference dell'anno successivo, il director Eiji Aonuma rivelò involontariamente che il sequel del gioco era in fase di sviluppo con il titolo provvisorio The Wind Waker 2, con uno stile grafico simile a quello del suo predecessore. Essendogli stato fatto notare da Nintendo of America che le vendite di The Wind Waker erano lente in quanto il design cartoonesco dava l'impressione che il gioco fosse progettato per un pubblico giovane, Aonuma rivelò al produttore Shigeru Miyamoto che intendeva creare un gioco Zelda realistico che piacesse al mercato nordamericano. Miyamoto, esitante riguardo al solo cambiamento della presentazione del gioco, suggerì che l'attenzione del team avrebbe dovuto focalizzarsi nell'inventare innovazioni del gioco. Consigliò inoltre di iniziare con ciò che non poteva essere fatto in Ocarina of Time, in particolare il combattimento a cavallo. Lo sviluppo iniziale di quello che sarebbe diventato Twilight Princess ebbe inizio e fu prestata particolare attenzione nel migliorare il realismo dell'equitazione: con il character designer Keisuke Nishimori cavalcò egli stesso un cavallo per sentire com'era.
Proprio come il gioco originale di Legend of Zelda era ispirato ai romanzi de Il Signore degli Anelli di J. R. R. Tolkien, l'estetica di Twilight Princess è stata ispirata dai film della saga, usciti di recente e già molto popolari. Il gioco venne sviluppato pensando a un mondo ampio e convincente, con un vasto mondo esplorabile in grado di soddisfare le aspettative di mondi fantastici a cui il pubblico si era abituato con Il Signore degli Anelli.
In quattro mesi, il team di Aonuma riuscì a presentare un sistema realistico di gestione dell'equitazione, che Nintendo rivelò al pubblico con un trailer all'Electronic Entertainment Expo 2004 che venne accolto da numerosi elogi. Il gioco venne annunciato per l'anno successivo e non era più un seguito di The Wind Waker, che sarebbe stato invece reso disponibile per Nintendo DS nel 2007, sotto forma di Phantom Hourglass. Miyamoto spiegò nelle interviste che lo stile grafico era stato scelto per soddisfare la domanda e che si adattava meglio al tema di una vecchia incarnazione di Link. Il gioco gira sul medesimo motore di The Wind Waker, al quale sono però state apportate alcune modifiche.
La tematica di due mondi separati, eppure interconnessi, era già stata presentata in alcuni titoli della serie. In A Link to the Past, Link viaggia tra un "mondo di luce" e un "mondo oscuro"; in Ocarina of Time, così come in Oracle of Ages, Link si sposta tra due epoche differenti. Il team di Zelda decise di riutilizzare tale topos anche in questo titolo. Fu suggerito che Link avesse la capacità di tramutarsi in un lupo, proprio come era già avvenuto nel mondo oscuro di A Link to the Past, in cui assumeva le sembianze di un coniglio. L'idea proveniva da un sogno che Aonuma aveva fatto durante un viaggio d'affari all'estero, nel quale era un lupo rinchiuso in una gabbia. La storia del gioco venne concepita inizialmente da Aonuma, ma subì diversi cambiamenti a opera degli sceneggiatori Mitsuhiro Takano e Aya Kyogoku. Sebbene inizialmente Link era stato progettato per essere un lupo fin dall'inizio del gioco per contrastare apertamente la formula di Ocarina of Time, tale possibilità venne scartata in modo che i nuovi giocatori potessero essere facilitati nella tradizionale formula di gioco e narrativa di Zelda. Tuttavia, la premessa narrativa nella storia riguardante il rapimento dei bambini del villaggio di Ordon segnava un forte cambio di passo rispetto a qualsiasi iterazione passata.
Dal punto di vista del gameplay, le parti del gioco ambientate nel Regno del Crepuscolo erano vagamente ispirate al fatto che i precedenti giochi della serie avevano sempre separato distintamente i dungeon dal mondo esterno. Ci si chiedeva quale sarebbe stato il risultato se un dungeon di Zelda tradizionale fosse stato inserito nel resto della mappa senza soluzione di continuità. L'intento era di far sentire i giocatori a disagio attraverso la cupezza e la tetraggine delle ambientazioni, ma venne prestata particolare attenzione per garantire che questo fosse bilanciato correttamente, così da non scoraggiare o far disamorare i giocatori.
Aonuma affidò al suo team il lavoro sulla nuova idea mentre si occupava della produzione di The Minish Cap per Game Boy Advance. Al suo ritorno, trovò il team in difficoltà. L'enfasi sui mondi paralleli e la trasformazione in lupo avevano reso il personaggio di Link irrealistico. Aonuma ritenne anche che il gameplay mancasse del calibro di innovazione trovato in Phantom Hourglass, sviluppato con controlli touch per il Nintendo DS. Allo stesso tempo, la Wii era in fase di sviluppo con il nome in codice "Revolution". Miyamoto pensava che il nuovo dispositivo di puntamento, il futuro telecomando Wii, fosse adatto per puntare le frecce in Zelda e suggerì ad Aonuma di utilizzarlo.

## Accoglienza
| Testata                       | Versione | Giudizio |
| ----------------------------- | -------- | -------- |
| Metacritic (media al)         | NGC      | 96/100   |
| Metacritic (media al)         | Wii      | 95/100   |
| 1Up.com                       | Wii      | A+       |
| AllGame                       | NGC      | 4,5/5    |
| Computer and Video Games      | Wii      | 10/10    |
| Edge                          | Wii      | 9/10     |
| Electronic Gaming Monthly     | Wii      | 30/30    |
| Famitsū                       | Wii      | 38/40    |
| Game Informer                 | Wii      | 10/10    |
| GamePro                       | -        | 5/5      |
| GameSpot                      | NGC      | 8,9/10   |
| GameSpot                      | Wii      | 8,8/10   |
| GameSpy                       | Wii      | 5/5      |
| GamesRadar+                   | -        | 5/5      |
| IGN                           | NGC      | 9,5/10   |
| IGN                           | Wii      | 9,5/10   |
| Nintendo la Rivista Ufficiale | -        | 97%      |
| Nintendo Power                | NGC      | 9,5/10   |
| Nintendo Power                | Wii      | 9,5/10   |
| Nintendo World Report         | -        | 10/10    |
| X-Play                        | Wii      | 5/5      |

Twilight Princess ha ottenuto l'approvazione unanime della critica: ha ricevuto infatti punteggi pieni da testate importanti come 1UP.com, Computer and Video Games, Electronic Gaming Monthly, Game Informer, GamesRadar e GameSpy. Nell'aggregatore di recensioni Metacritic, il gioco detiene punteggi di 95/100 per la versione Wii e 96/100 per la versione GameCube, a indicare "il plauso universale". È il gioco con il punteggio più alto del 2006 su Metacritic. GameTrailers lo ha definito uno dei migliori giochi mai creati.
Al momento dell'uscita, Twilight Princess è stato considerato da molti critici il più grande gioco di Zelda mai realizzato. Game Informer l'ha definito "così creativo da rivaleggiare con il meglio che Hollywood ha da offrire". GamesRadar ha elogiato Twilight Princess definendolo "un gioco che non merita altro che la raccomandazione più alta in assoluto". Cubed3 ha lodato Twilight Princess come "la più grande esperienza videoludica". La grafica del gioco è stata elogiata per lo stile artistico e l'animazione, sebbene il gioco fosse stato progettato per GameCube, console più carente rispetto a quelle di nuova generazione. Sia IGN che GameSpy hanno tuttavia sottolineato l'esistenza di texture sfocate e personaggi a bassa risoluzione. Nonostante queste lamentele, Computer and Video Games ha ritenuto che l'atmosfera del gioco fosse superiore a quella di qualsiasi precedente gioco della serie e ha considerato la Hyrule di Twilight Princess come la migliore versione mai creata. PALGN ha elogiato i filmati del gioco, sottolineando che "le cutscene sono le migliori in assoluto nei giochi di Zelda". Per quanto riguarda la versione Wii, Jeff Gerstmann di GameSpot ha criticato il sistema di comandi, sebbene 1UP.com abbia affermato che gli attacchi con la spada a distanza fossero "i più impressionanti dell'intera serie". Gaming Nexus ha ritenuto la colonna sonora di Twilight Princess la migliore della generazione, benché IGN abbia criticato le sue canzoni in formato MIDI per mancanza di "forza e nitidezza" delle loro controparti orchestrate. Javier Glickman di Hyper ha elogiato il gioco per le sue "missioni molto lunghe, i superbi controlli Wii e la possibilità di salvare in qualsiasi momento". Tuttavia, lo ha criticato per l'assenza del doppiaggio, di una colonna sonora orchestrale e della grafica obsoleta.

## Premi
Ha ricevuto vari premi, come il "Best Game for Wii and Gamecube" da parte di IGN per l'anno del 2006.
NRU, una rivista italiana di videogiochi Nintendo, ha recensito il gioco nel suo sessantesimo numero, inserendolo nella top ten dei miglior giochi per Nintendo Wii, con un voto di 10/10.
Nintendo Power lo ha invece classificato al quarto posto tra i giochi più belli della serie Zelda.

## La remastered per Wii U
Nel novembre del 2015 Nintendo ha annunciato ufficialmente tramite un Nintendo Direct la realizzazione di una remastered del gioco intitolato The Legend of Zelda: Twilight Princess HD, uscita il 4 marzo 2016 per Wii U. La remastered ha contenuti aggiuntivi rispetto alla versione per GameCube e Wii, sbloccabili attraverso degli specifici Amiibo. Tra queste novità c'è anche un nuovo dungeon secondario.